# A Guerra do Fogo (livro)
La Guerre du feu (bra/prt: A Guerra do Fogo) é um romance de ficção pré-histórica escrito por J.-H. Rosny aîné e apareceu pela primeira vez na França em 1909. O livro fez muito sucesso e teve várias adaptações.

Este romance foi parcialmente publicado em julho de 1909 em Je sais tout, bem como em duas outras revista, em 1909 e 1910 e em versão completa em 1911 
pela Éditions Fasquelle.
O romance se passa no passado pré-histórico, e seus personagens são pessoas primitivas, a história se passa aproximadamente cem mil anos no passado. A ação do romance gira em torno do tema do controle das pessoas sobre o fogo. O autor já possuía experiência em escrever esse tipo de trabalho. Anteriormente, seus romances Vamireh (1892) e Eyrimah (1893) eram dedicados à vida dos povos primitivos.

## Enredo

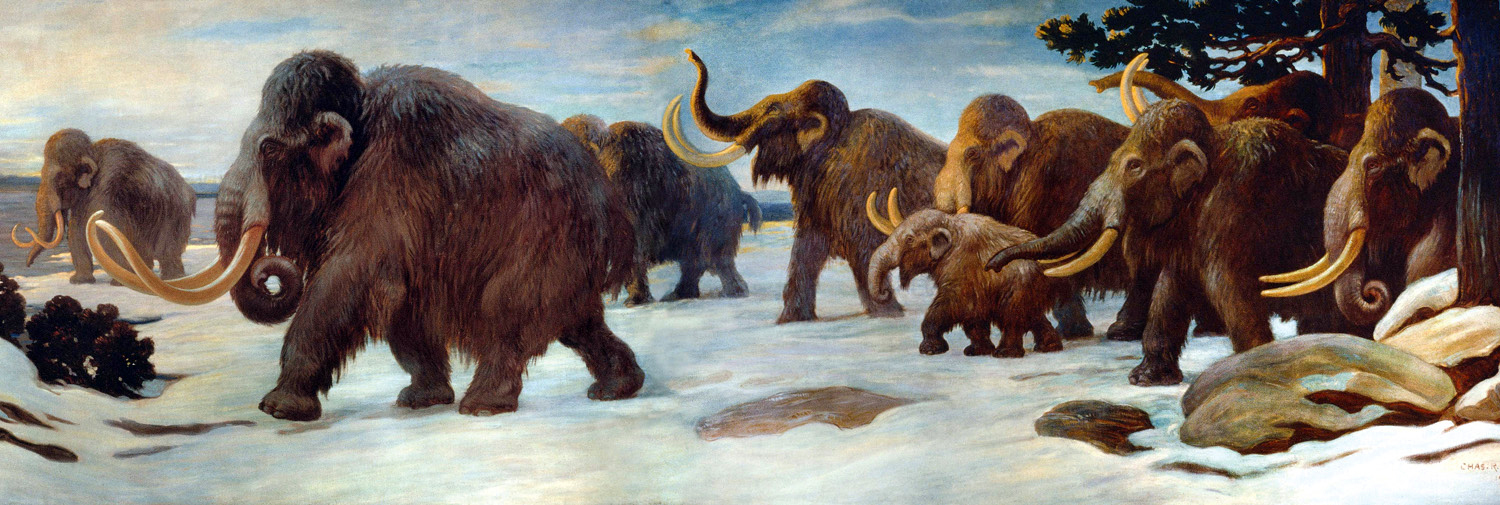
Mamutes-lanosos, pintura de Charles R. Knight, 1916.

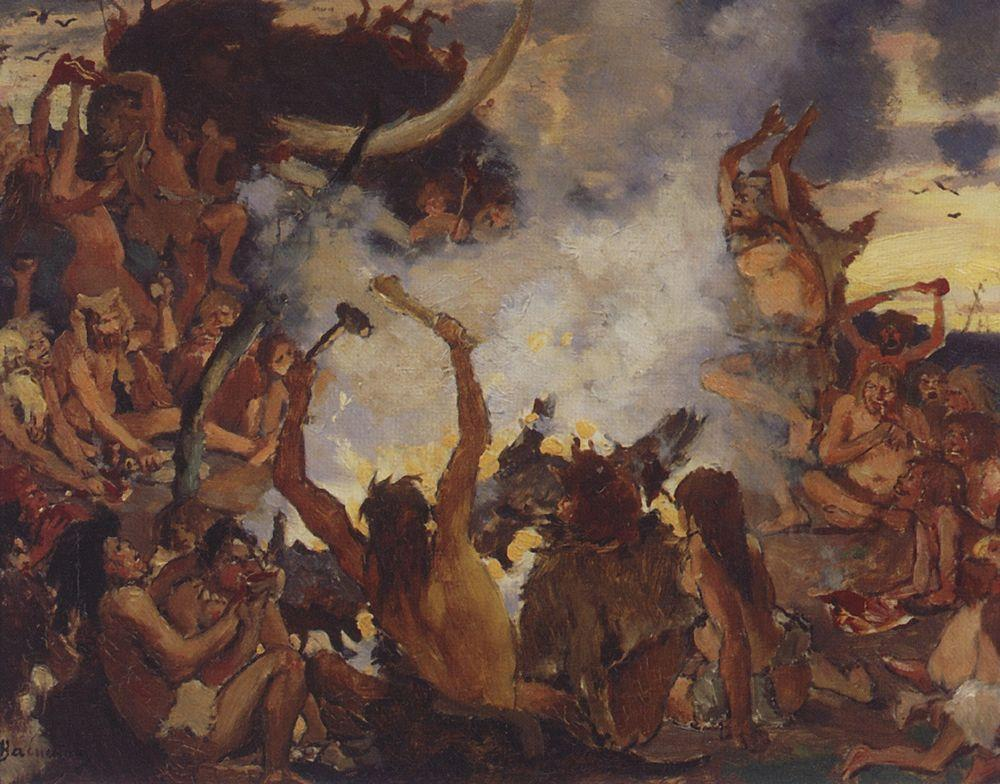
Festa na Idade da Pedra, pintura de Viktor Vasnetsov (detalhe), 1883.

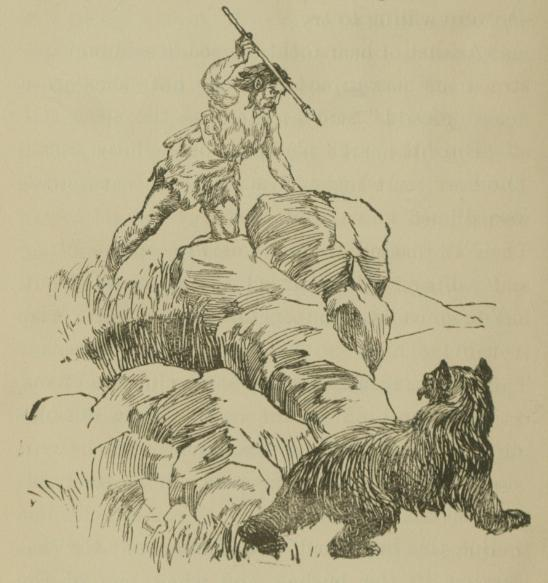
Homem das cavernas atacando um urso

O autor coloca seu romance no coração da pré-história, aproximadamente cem mil anos no passado.
Por gerações, a vida da tribo Oulhamrs foi organizada em torno do fogo. Mas, se conseguem manter as brasas e acender as chamas, são incapazes de acender o fogo, que mantêm preciosamente em três gaiolas vigiadas dia e noite por quatro mulheres e dois guerreiros. Um dia, durante um confronto selvagem com uma tribo inimiga, as gaiolas onde o fogo, a fonte da vida estava, foram queimadas. Foi um desastre. Derrotado, o clã foge atrás de seu chefe Faouhm, vítima do frio e da noite. Em desespero, o último promete sua sobrinha Gammla, bem como o cajado de comando ao guerreiro que trará fogo de volta à tribo.
Um voluntário chega imediatamente: Naoh, filho do Leopard, o mais alto e mais ágil dos Oulhamrs, que há muito tempo assiste e cobiça Gammla. Ele escolheu Nam e Gaw como companheiros, dois jovens guerreiros leves e rápidos, em vez de outros dois guerreiros mais robustos.
Então, sem desafio e com gosto por combate, Aghoo, filho dos Aurochs - um bruto peludo que vive separado com seus dois irmãos e algumas mulheres aterrorizadas - desafia Naoh prometendo que ele será o único que vencerá a chama.
No dia seguinte, cada grupo sai de lado para enfrentar os múltiplos perigos do mundo hostil que os rodeia. Durante sua busca, Naoh, Nam e Gaw terão que escapar dos mamutes e dos aurochs, do Leão Gigante e da Tigresa, dos Devoradores de Homens, Anões Vermelhos e Urso Gigante que encontrarão no caminho. Após uma luta final contra Aghoo e seus irmãos, eles finalmente devolvem o fogo ao povo Oulhamr.

## Credibilidade científica
O romance descreve em detalhes animais pré-históricos, o mamute, o leão das cavernas, o urso das cavernas etc. Além disso, tenta reconstruir a vida e os costumes de várias tribos primitivas em diferentes estágios de desenvolvimento (provavelmente Cro-Magnons e Neanderthais). Essas descrições são baseadas principalmente nos dados científicos de seu tempo, mas o desenvolvimento posterior da paleontologia e antropologia levou ao fato de que agora sua confiabilidade é baixa.

## Adaptações

### Cinema
A primeira adaptação cinematográfica foi realizada em 1915, seis anos após a primeira publicação deste romance, pelo ator e diretor Georges Denola, com o mesmo título do romance.
Um segundo filme, A Guerra do Fogo, dirigido por Jean-Jacques Annaud, foi lançado no cinema em 1981.

### Histórias em quadrinhos
Este conto dos templos selvagens foi adaptado em histórias em quadrinhos várias vezes por:
- Fred Funcke, na revista L'Explorateur (1948).
- René Pellos, na revista Zorro (1950). Publicado no formato álbum pela Glénat.[1]

- Martine Berthelemy, na revista Journal de Mickey (1953).
- Raymonde Borel-Rosny (roteiro) / Rafael Carlo Marcello (desenhos), na revista Pif Gadget (1982). Publicado no formato álbum Éditions G. P.
- André Houot, na revista Je Bouquine (1993).

Entre 2012 à 2014, Emmanuel Roudier e Simon Champelovier publicaram uma adaptação em três partes :
- La Guerre du Feu, Tome 1 : Dans la nuit des âges, Delcourt, 2012.
- La Guerre du Feu, Tome 2 : Sur les rives du grand fleuve, Delcourt, 2013.
- La Guerre du Feu, Tome 3 : Par le Pays des eaux, Delcourt, 2014.